# Venta de Baños–Gijón-vasútvonal
A Venta de Baños–Gijón-vasútvonal egy 304,9 km hosszúságú, 1668 mm-es nyomtávolságú, 3000 V egyenárammal villamosított vasútvonal Spanyolországban Venta de Baños és Gijón között. A vonatok engedélyezett legnagyobb sebessége 160 km/h, ezt azonban nem végig, csak Venta de Baños és La Robla állomások között használhatják ki.
A vonal legjelentősebb műtárgya az 1270 méter hosszúságú Perruca-alagút.

## Forgalom
A vasútvonal egyaránt kiszolgál helyi- és távolsági forgalmat is: a regionális vonatok mellett AVE, Alvia, InterCity és Trenhotel járatok közlekednek rajta.